# Акведук святого Себастьяна
Акведук святого Себастьяна, известный также как Arcos do Jardim, расположен в городе Коимбра рядом с ботаническим садом Коимбрского университета. Соединяет два холма, на одном из которых располагался монастырь Сантана, а на другом — Коимбрский замок.
Акведук высотой до 13 метров построен в 1583 году знаменитым португальским архитектором Фелипе Терцио, итальянцем по происхождению. Он стоит на месте древнеримского акведука, разрушенного во времена Реконкисты; возможно, что Терцио использовал его фундамент. 
Акведук имеет 21 пролёт; самый широкий из них, перекинутый над проезжей дорогой, называется Аркой Чести. На её вершине — шатёр на четырёх дорических колоннах, увенчанный крестом. Под полукруглым куполом — две статуи, смотрящие на разные стороны дороги — святого Себастьяна и святого Роха. В XX веке под аркой проходил один из путей коимбрского трамвая.
В 1910 году акведук святого Себастьяна включён в число национальных исторических памятников Португалии. При реставрации 2000 года в малодоступных местах были обнаружены следы краски различных цветов — это позволяет предположить, что когда-то арки были ярко раскрашены.